# LBSAT
LBSAT, conhecido também como UPMSAT 1, foi um satélite artificial experimental espanhol lançado no dia 7 de julho de 1995 por um foguete Ariane 4 a partir do Centro Espacial de Kourou, Guiana Francesa.

## Características
O LBSAT foi desenvolvido pela Universidade Politécnica de Madrid. Foi lançado por meio de um foguete Ariane 4 juntamente com os satélites Cerise e Helios 1A. O satélite tinha forma de caixa de 530 x 450 x 450 mm e uma massa de 47 kg. A alimentação elétrica era fornecida por  células solares de silício e Arsenieto de gálio que recobriam os lados do satélite, produzindo até 30 watts de potência. O satélite levava a bordo experimentos de dinâmica de fluidos e comunicações através de um transmissor UHF para uma frequência de 200 kHz.